# Elecciones generales de Cuba de 1924
Unas elecciones generales se celebraron en Cuba el 1 de noviembre de 1924. Gerardo Machado ganó las elecciones presidenciales bajo la bandera de la Coalición Liberal-Popular, mientras que dicha coalición también surgió como la facción más grande en la Cámara de Representantes, ganando 31 de los 53 escaños. Tras las elecciones, que se consideraron fraudulentas, Machado estableció una dictadura que duró hasta que fue derrocado en 1933.

## Resultados

### Presidente
| Candidato             | Partido                   | Votos   | %     |
| --------------------- | ------------------------- | ------- | ----- |
| Gerardo Machado       | Coalición Liberal-Popular | 200,840 | 59,95 |
| Mario García Menocal  | Conservador               | 134,154 | 40,05 |
| Votos nulos/en blanco | Votos nulos/en blanco     |         | -     |
| Total                 | Total                     | 334,994 | 100   |
| Fuente: Nohlen        |                           |         |       |

### Senado
| Partido                      | Votos | % | Escaños |
| ---------------------------- | ----- | - | ------- |
| Partido Liberal              |       |   | 7       |
| Partido Popular              |       |   | 4       |
| Partido Nacional Conservador |       |   | 1       |
| Votos nulos/en blanco        |       | - | -       |
| Total                        |       |   | 12      |
| Fuente: Nohlen               |       |   |         |

### Cámara de Representantes
| Partido                      | Votos | % | Escaños |
| ---------------------------- | ----- | - | ------- |
| Coalición Liberal-Popular    |       |   | 31      |
| Partido Nacional Conservador |       |   | 22      |
| Votos nulos/en blanco        |       | - | -       |
| Total                        |       |   | 53      |
| Fuente: Nohlen               |       |   |         |